# Obediència maçònica
Una obediència maçònica és una federació de lògies maçòniques organitzades com a Gran Lògia. Aquest sistema fou implantat per les quatre lògies de Londres que es federaren l'any 1717 en crear la Gran Lògia Unida d'Anglaterra. Les seves constitucions, conegudes com a Constitucions d'Anderson, constitueixen el referent administratiu de la francmaçoneria actual.